# Красный (Семилукский район)
Красный — хутор в Семилукском районе Воронежской области.
Входит в состав Медвеженского сельского поселения.

## География
Расположен в центре поселения на правом берегу реки Трещевка.
На хуторе имеется одна улица — Красная.

## История
Хутор был образован в советское время.

## Население
| 2010 |
| ---- |
| 1    |